# 243 Ida
243 Ida é um asteroide do cinturão de asteroides. Primeiro asteroide binário com uma lua descoberto. Foi fotografado pela primeira vez pela sonda Galileu em 28 de Agosto de 1993.

## Descobrimento e nome
243 Ida foi descoberto por Johann Palisa em 29 de Setembro de 1884, na cidade de Viena. O nome de Ida vem da ninfa da mitologia grega que morava numa montanha de mesmo nome.

## Lua
243 Ida tem uma pequenina lua chamada de Dactyl, que foi descoberta por um membro da missão Galileu, chamado Ann Harch, enquanto examinava as imagens de 243 Ida, em 17 de Fevereiro de 1994. A lua foi provisoriamente chamada de S/1993 (243) 1, e possui 1,6 km de diâmetro.